# 川村数郎
川村 数郎（かわむら かずろう、1876年〈明治9年〉12月14日 - 1939年〈昭和14年〉12月3日）は、日本の政治家。衆議院議員（1期）。

## 経歴
岐阜県、のちの岐阜市出身。貿易業を営む。朝鮮煙草、日本テレビン油、丸山乾燥各(株)取締役、(株)中井商店、新公論社各理事、中外化学工業(株)、岐阜毎夕新聞、濃飛日報各社長となる。
1920年の第14回衆議院議員総選挙において岐阜4区から立憲政友会公認で立候補して当選する。衆議院議員を1期務め、1924年の第15回衆議院議員総選挙では政友本党から立候補したが落選した。1928年の第16回衆議院議員総選挙では岐阜2区から立憲民政党公認で立候補したが落選した。1939死去。